# Крошечные дома

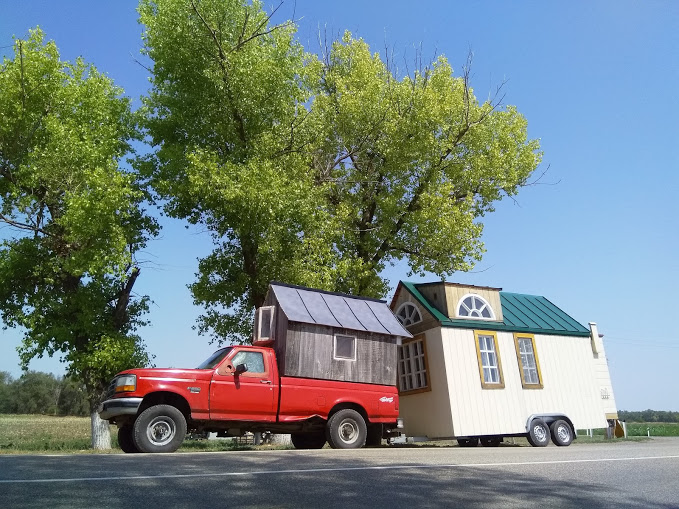
Крошечный дом Саши Зурбаганского и Селены Рэй

Движение за крохотные дома — это архитектурная и социальная идеология и сопутствующий ей образ жизни, предполагающий жильё в крохотных домиках, когда люди идут по пути опрощения, экономя на налогах и строительных материалах.

## Жизнь в крошечных домах в США
В Америке крошечные дома (Tiny House) на колесах популяризировал Джей Шаффер (Jay Shafer). Он жил в домике на колесах площадью 8,92 м2. В 2006 году Джей опубликовал руководство к современной жизни в крошечных домиках «Маленькие дома на маленькой планете» (Little House on a Small Planet), а в 2008 году — мемуары «Посади свою жизнь на диету» (Put Your Life on a Diet) (2008).
В 2005 году после урагана Катрина Марианна Касатто (Marianne Cusatto) разработала Катрин коттеджи (Katrina Cottages), площадью от 28,6 м2. Хотя они были созданы для комфортного проживания в зоне бедствия, разработка вызвала живой интерес у строителей отелей.
В условиях экономических изменений 2007—2008 года крошечные дома своей доступностью и экологичностью привлекли внимание множество почитателей. Тем не менее продаж было мало, пока ими не заинтересовалось СМИ. На экраны телевизоров вышли передачи: «Крошечные национальные домики» (Tiny House Nation) и «Охотники за крошечными домами» (Tiny House Hunting).
В 2008 году Джей Шаффер провел свой первый семинар по домикостроению. В 2013 году в Вермонте была организована выставка крошечных домов, на которую приехали строители и энтузиасты со всей страны.
В настоящее время[когда?] жизнь в крошечных домах стремительно набирает популярность во всём мире. Появились объединения, влияющие на технологии и размеры крошечного жилья. В 2015 году была создана «Некоммерческая американская ассоциация крошечных домов», цель которой содействовать признанию жизни в крошечных домах приемлемым образом жизни, а также работать с местными государственными органами для обсуждения вопросов мест стоянки и блокирования правил, мешающих жизни в крошечных домах.
В 2021 году Илон Маск переехал в дом площалью 35 кв. м. Он арендует его у собственной фирмы в Техасе рядом с объектом Space X.

## Виды крошечных домов

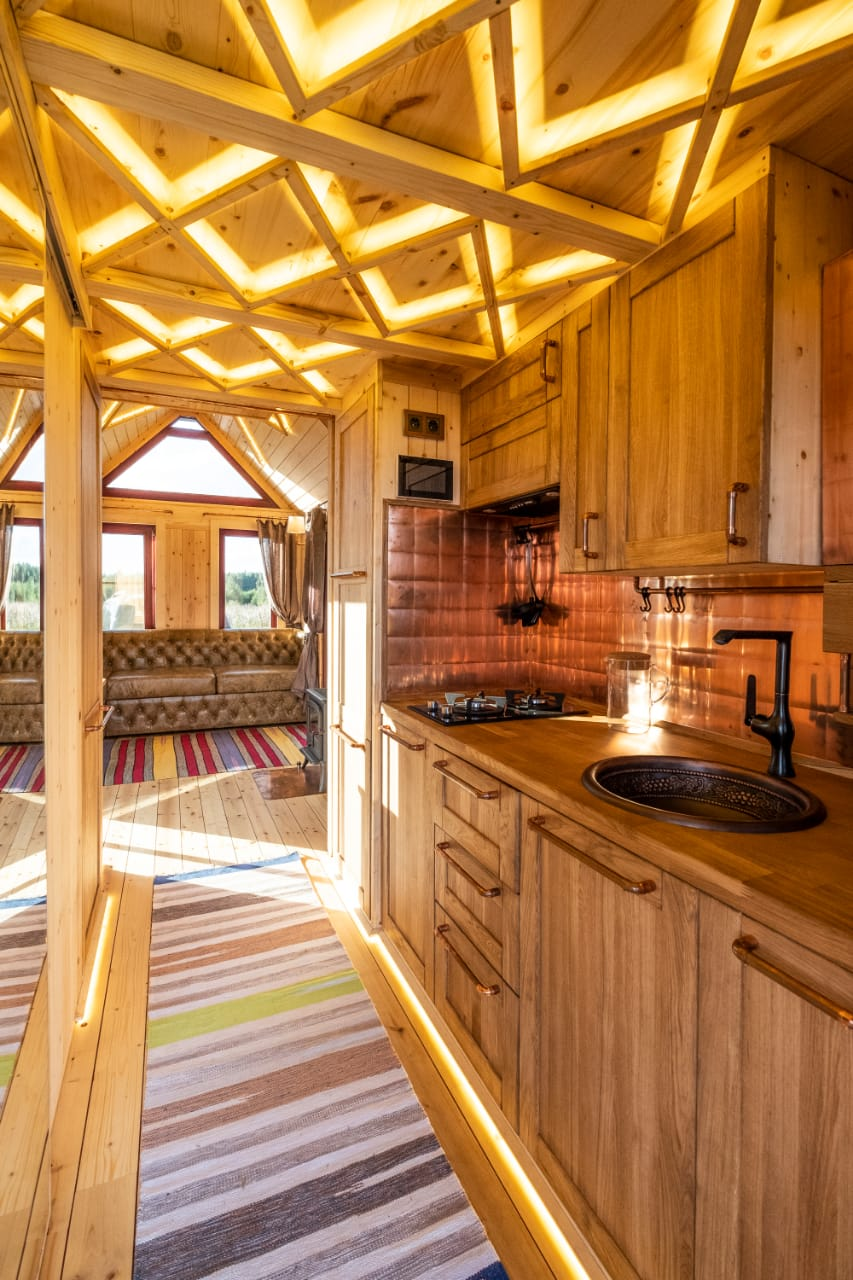
Кухня в крошечном доме компании NATURI

Крошечные дома часто сравнивают с автодомами или трейлерами. Отличие же заключается в том, что tiny house строятся как основное место жительства; с использованием соответствующих материалов и технологий. Они представляют собой настоящие дома, только маленького размера.
Как правило — это дома площадью менее 37 м2. Внешне они могут выглядеть по-разному, и здесь как раз проявляются предпочтения владельца, и интерьер таких домов может быть совершенно разным. Однако в нём всегда есть черты свойственные всем домам такого класса. Наибольшее распространение получили крошечные дома на колёсах, но встречаются на классических фундаментах, понтонах и на деревьях.

## Преимущества
1. Содержание (налог, оплата счетов, обслуживание, затраты на ремонт) крошечных домов обходится дешевле, чем городских квартир и больших домов.
2. Крошечные дома оснащены всем необходимым для комфортной жизни своих хозяев.
3. Для строительства домика (на колёсах) не нужно разрешение.
4. При перевозке крошечного дома на колёсах, достаточно иметь права категории Е для машин с прицепом.
5. Вид из окна можно менять по настроению.
6. Домик можно поставить на участке как дополнительное жилье для пожилых родственников, выросших детей, а также использовать как домашний офис или гостевой дом.
7. Изготавливаются из безопасных для человека и окружающей среды материалов.
8. Выбросы вредных веществ в окружающую среду — минимальные.
9. Требуется меньшее количество строительных материалов, это означает бережное отношение к ресурсам планеты.

## Недостатки
1. В домике нельзя зарегистрироваться.
2. Размер позволяет жить небольшой семье.
3. Мало компаний, имеющих опыт строительства.
4. Невозможно оформить ипотеку.